# The Decade of Darkness 1990-2000
The Decade of Darkness 1990-2000 è il settimo album in studio di Afrika Bambaataa.

## Tracce
1. Just Get Up And Dance
2. Taste The Funk
3. Sweat
4. Save The World
5. Can't Give You Up
6. Power Boy Power
7. Steppin' Hard Zulu Nation
8. Freedom
9. Soca Fever (Rock It)
10. In A Minute